# Xenopholis
Xenopholis es un género de serpientes de la familia Dipsadidae. Incluye tres especies que se distribuyen por buena parte de Sudamérica. 

## Especies
Se reconocen las siguientes especies:
- Xenopholis scalaris (Wucherer, 1861) - Mayor parte del norte y centro de Sudamérica, especialmente en la cuenca amazónica.
- Xenopholis undulatus (Jensen, 1900) - Centro y sur de Brasil y Paraguay.
- Xenopholis werdingorum Jansen, Álvarez & Köhler, 2009 - Santa Cruz (Bolivia).